# Siberische kikkertandsalamander
De Siberische kikkertandsalamander (Ranodon sibiricus) is een salamander uit de familie Aziatische landsalamanders (Hynobiidae). De soort werd voor het eerst wetenschappelijk beschreven door Karl Fedorovich Kessler in 1866. Later werd de wetenschappelijke naam Triton (Ranodon) sibiricus gebruikt. Het is de enige soort uit het geslacht Ranodon.

## Uiterlijke kenmerken
De kleur is geelbruin tot grijsgroen, sommige exemplaren zijn gevlekt maar de kleur hangt af van het leefmilieu. Het lichaam is robuust en heeft een lange, sterk zijdelings afgeplatte, enigszins zwaardvormige staart, de staart van de mannetjes is relatief groter dan die van de vrouwtjes. De kop is stomp en rond en heeft relatief grote, ronde ogen. Een anatomische bijzonderheid zijn de gereduceerde longen.

## Algemeen
De Siberische kikkertandsalamander komt voor in delen van Azië en leeft in de landen China en Kazachstan. De habitat bestaat uit koele beekjes. De soort is over het algemeen zeldzaam maar enkele tientallen exemplaren binnen een oppervlakte van 100 vierkante meter kunnen worden aangetroffen. De salamander wordt beschouwd als bedreigd en wetenschappers vermoeden dat de soort in de nabije toekomst zal uitsterven als er geen drastische maatregelen worden genomen, zoals de bescherming van het leefgebied, dat tegenwoordig op 160 vierkante kilometer wordt geschat.
Deze salamander kan leeftijden van 15 tot 20 jaar bereiken.